# Обренович, Раде
Раде Обренович (словен. Rade Obrenovič; род. 28 июля 1990) — словенский футбольный судья. Судья ФИФА с 2017 года.

## Карьера
В 2017 году Раде Обренович был включён в список арбитров ФИФА и начал обслуживать международные матчи. 6 июля 2017 года Обренович дебютировал в еврокубках во время матча между «Дерри Сити» и «Мидтюлланном» в рамках квалификационного раунда Лиги Европы УЕФА. Матч завершился со счетом 1:4.
Свой первый матч среди национальных сборных словенский судья отсудил 10 октября 2018 года, когда Италия сыграла вничью с Украиной (1:1).
В сезоне 2021/22 годов Обренович впервые отработал на матче группового этапа в Лиге конференций, а в сезоне 2022/23 годов на матче Лиги Европы. Также ему доверяли судить игры в Лиге наций и в отборочных матчах к чемпионату мира 2022 года.
Обренович был помощником главного арбитра Славко Винчича на чемпионате Европы среди молодёжи 2017 года, который состоялся в Польше, а также назначался четвёртым запасным арбитром на Чемпионат Европы среди молодёжи 2021 года, который проходил в Словении и Венгрии.
19 июля 2023 года работал главным арбитром матча Кубка вызова УЕФА-КОНМЕБОЛ 2023 года между «Севильей» и «Индепендьенте дель Валле».